# Burning Bridges (Bon Jovi)
Burning Bridges è un album in studio, il tredicesimo, della rock band statunitense Bon Jovi, pubblicato il 21 agosto 2015. Il primo singolo estratto Saturday Night Gave Me Sunday Morning ha debuttato in radio il 17 luglio 2015 ed è stato ufficialmente pubblicato il 31 luglio 2015.
Burning Bridges sarà seguito da This House Is Not For Sale, quattordicesimo album in studio della band che uscirà nel settembre 2016.

## Il disco
Burning Bridges è stato concepito per soddisfare l'impegno dei Bon Jovi e l'etichetta discografica Mercury Records, la band e l'etichetta non riuscivano a mettersi d'accordo su termini corretti per il contratto discografico della band; è l'ultima pubblicazione sotto questa etichetta e la fine di una relazione di 32 anni.
Inoltre, questo è il primo album dove non è presente il membro fondatore Richie Sambora, ( presente come co-scrittore in Saturday Night Gave Me Sunday Morning), che ha lasciato la band nel 2013.  La title track dell'album We Don't Run fa esplicito riferimento alla insoddisfazione dei Bon Jovi con l'etichetta.
(Jon Bon Jovi intervistato da Scott Shannon di WCBS-FM 101.1, il 24 luglio 2015)

### Le canzoni
Il primo singolo Saturday Night Gave Me Sunday Morning ha avuto la sua anteprima sulla radio austriaca Ö3 Hitradio il 17 luglio 2015 ed è  stato pubblicato il 31 luglio 2015.  È stato originariamente scritto per l'album The Circle, che alla fine non ne ha fatto parte, e finalizzato per questo progetto. Non lontano dal suono degli ultimi due album della band, ma è stato criticato da alcuni settori della stampa da una canzone come Gotta Be Somebody dei Nickelback.
Il secondo singolo estratto dall'album We Don't Run ha debuttato nella brasiliana Radio Rock il 20 luglio 2015 ed è stato pubblicato il 31 luglio 2015. A differenza del singolo precedente, questa canzone è stata scritta per Burning Bridges.

## Rilascio e ricezione critica
| Recensione          | Giudizio |
| ------------------- | -------- |
| AllMusic            | [ 9 ]    |
| Rockol              | [ 10 ]   |
| Rock Rebel Magazine | [ 11 ]   |
| Renowned for Sound  | [ 12 ]   |
| Melodic Rock Italia | [ 13 ]   |
| Stereoboard         | [ 14 ]   |

L'album è stato pubblicato il 21 agosto 2015 in tutto il mondo, nella prima settimana dalla sua pubblicazione, ha raggiunto la vetta delle classifiche in Germania, Spagna, Austria e Israele; la seconda posizione in Svizzera e Paesi Bassi, la terza posizione nel Regno Unito, Giappone e Australia, in Canada ha raggiunto la quarta posizione nella Billboard Canadian Albums; si è posizionato alla tredicesima posizione nella Billboard 200 con 25 000 copie vendute..
In Italia ha debuttato alla diciottesima posizione nella prima settimana, nella seconda settimana ha raggiunto la terza posizione della top 100 albums.

### Successo commerciale
Il 2 settembre 2015 l'album si piazza alla terza posizione nella lista degli album più venduti della settimana negli Stati Uniti, con 105 000 copie vendute.
Il 9 settembre 2015, si piazza alla settima posizione degli album più venduti della settimana, con 51 000 copie vendute.
Il 16 settembre 2015, con 33 000 copie vendute, si piazza alla sedicesima posizione della classifica degli album più venduti della settimana.
A quattro settimane dalla sua pubblicazione, Burning Bridges,  si piazza alla ventiquattresima posizione della classifica degli album più venduti della settimana, con 23 000 copie vendute.
Nella quinta settimana si piazza alla trentatreesima posizione della classifica degli album più venduti della settimana,con 19 000 copie vendute.

## Tracce
1. A Teardrop to the Sea – 5:08 (Jon Bon Jovi, Billy Falcon)
2. We Don't Run – 3:15 (Jon Bon Jovi, John Shanks)
3. Saturday Night Gave Me Sunday Morning – 3:23 (Jon Bon Jovi, Richie Sambora, John Shanks)
4. We All Fall Down – 4:04 (Jon Bon Jovi, John Shanks)
5. Blind Love – 4:46 (Jon Bon Jovi)
6. Who Would You Die For – 3:54 (Jon Bon Jovi, Billy Falcon)
7. Fingerprints – 5:58 (Jon Bon Jovi, Billy Falcon)
8. Life Is Beautiful – 3:21 (Jon Bon Jovi, Billy Falcon, Chris DeStefano)
9. I'm Your Man – 3:44 (Jon Bon Jovi, John Shanks)
10. Burning Bridges – 2:44 (Jon Bon Jovi)

Bonus tracks - Edizione giapponese
1. Take Back The Night – 3:42 (Jon Bon Jovi, John Shanks)

## Formazione
- Jon Bon Jovi: voce e chitarra
- David Bryan: tastiera, cori
- Tico Torres: batteria
- Hugh McDonald: basso, cori
- Phil X - chitarra, cori
- John Shanks - chitarra

## Classifiche
| Classifica (2015)                                       | Picco Posizione |
| ------------------------------------------------------- | --------------- |
| Germania (Media Control Charts)                         | 1               |
| Spagna (PROMUSICAE)                                     | 1               |
| Austria (Ö3 Austria Top 40)                             | 1               |
| Israele (Media Forest)                                  | 1               |
| Croazia (HDU Toplista)                                  | 1               |
| Paesi Bassi (MegaCharts)                                | 2               |
| Svizzera (Schweizer Hitparade)                          | 2               |
| Giappone (RIAJ)                                         | 3               |
| US (Top Rock Albums)(Billboard)                         | 3               |
| Italia (Classifica FIMI Album)                          | 3               |
| Regno Unito (Official Albums Chart)                     | 3               |
| Australia (ARIA Charts)                                 | 3               |
| Canada (Billboard Canadian Albums)                      | 4               |
| Repubblica Ceca (IFPI)                                  | 4               |
| Portogallo (Associação Fonográfica Portuguesa)          | 6               |
| Argentina (CAPIF)                                       | 7               |
| US (BillboardTop Album Sales)                           | 8               |
| Finlandia (Suomen virallinen lista)                     | 9               |
| Belgio (Ultratop) Fiandre                               | 11              |
| US (Billboard 200)                                      | 13              |
| Irlanda (Irish Albums Chart)                            | 13              |
| Belgio (Ultratop) Vallonia                              | 17              |
| Nuova Zelanda (Official New Zealand Music Chart)        | 19              |
| Ungheria (Mahasz)                                       | 21              |
| Svezia (Sverigetopplistan)                              | 25              |
| Norvegia (VG-lista)                                     | 34              |
| Francia (Syndicat national de l'édition phonographique) | 73              |

## Vendite
| Settimana | Posizione (mondiale) | Vendite (mondiale) |
| --------- | -------------------- | ------------------ |
| 1         | 3                    | 105.000            |
| 2         | 7                    | 51.000             |
| 3         | 16                   | 33.000             |
| 4         | 24                   | 23.000             |
| 5         | 33                   | 19.000             |
| Totale    | Totale               | 231.000            |